# Trichomyia glomerosa
Trichomyia glomerosa är en tvåvingeart som beskrevs av Quate 1963. Trichomyia glomerosa ingår i släktet Trichomyia och familjen fjärilsmyggor. Inga underarter finns listade i Catalogue of Life.